# MADtv
MADtv ist eine US-amerikanische Comedysendung, die von 1995 bis 2009 in den USA ausgestrahlt wurde. Von 1998 lief die Sendung auch in einer deutsch synchronisierten Fassung, zuerst auf RTL, danach auf Super RTL. In den USA ist die Serie auch heute noch sehr bekannt.
Die Serie wurde von Fax Bahr und Adam Small entwickelt und wurde durch das MAD-Magazin inspiriert. Die Serie umfasste neben Sketchen und Parodien im Stil der Comedysendung Saturday Night Live auch kurze Zeichentrickteile mit Spion & Spion nach den Comics von Antonio Prohías sowie Geschichten von Don Martin und Musikgäste.
Bis 2008 war der Vertrag mit Fox unterschrieben. Am 13. November 2008 wurde bekannt, dass Fox die Serie nach der 14. Staffel einstellt. Die letzte Episode wurde am 16. Mai 2009 ausgestrahlt.

## Charaktere
Stuart Larkin: Ein hyperaktives, fremdelndes Kleinkind, das von seiner Mutter (dargestellt durch Mo Collins) verhätschelt wird und von Zucker in jeglicher Form Anfälle bekommt. Dargestellt wird die Rolle von Michael McDonald.
Lorraine Swanson: Eine etwas ältere, verwirrte Dame, die nicht auf Etikette achtet. Sie ist verheiratet mit Carl, der in zwei Episoden mitspielt. Sie hat Kinder, eines davon ist Carl Jr. Im allerletzten Lorraine-Sketch sieht man ihre komplette Familie beim Campen.
UPS-Guy: Ein verrückter und ebenfalls hyperaktiver Paketzusteller, der sich voll und ganz für seine Karriere einsetzt. Frauen halten wenig von ihm, obwohl er mit seiner charmant-dämlichen Art einige Herzen zum Schmelzen bringen könnte. Dargestellt wird er von Phil LaMarr.
Stan McNer: Ein gutaussehender Student, der volle schwarze Haare mit Mittelscheitel, einen schwarzen Anzug und eine Hornbrille trägt. Er ist Student einer geisteswissenschaftlichen Fachrichtung und verkörpert offensichtlich, wenn auch nicht vordergründig, einen Intellektuellen. Die dominierende Eigenschaft dieser von Pat Kilbane gespielten Figur ist die Vorliebe für Kaffee, die sowohl die Symptome einer hemmungslosen Koffeinsucht zeigt, als auch ihn zum sensiblen Feinschmecker für alle möglichen Sorten und Geschmacksrichtungen von Kaffee erklärt.
Diane Dessou-Tabasco (Nicole Sullivan): Sie ist Nachrichtensprecherin beim Fernsehsender Kanal 6, die alltägliche Dinge wie die Wettervorhersage aktionsgeladen darstellt, tatsächlich wichtige Ereignisse wie den Tod des Präsidenten dagegen nur nebenbei erwähnt. Zu jedem Thema gibt es eine Sondersendung, so z. B. Windsturm 99 oder Bienenschwarm 99.
Miss Swan (Alex Borstein): Eine meist emotional unterkühlte asiatische Nagelstudiobetreiberin, die mit penetrant wiederholten Aussagen konsequent vermeidet, auf ihren Gesprächspartner einzugehen. Bei einer Zeugenbefragung beschreibt sie den Täter schlicht als Mann. Nachfragen nach Größe und Aussehen sind vergeblich, sie antwortet stets „Er sieht aus wie Mann.“
Antonia (Nicole Sullivan): Sie ist eine einfältige Blondine mit einem starken Lispeln. Sie hat eine Katze namens „CeCe“, die man niemals in der Serie sieht.
Dixie Wetsworth (Mary Scheer): Ist die Gastgeberin der Fernsehtalkshow „Cabana Chat“. Sie ist um die 50 und verkörpert mit gefärbtem Haar, Jugendwahn und Modetick eine typische Bewohnerin von Beverly Hills. Sie liebt es, ihre prominenten Gäste mit Anzüglichkeiten aus der Fassung zu bringen und ihren Assistenten, den „Pool Boy“, beim Tanzen – oder Glühbirnenwechseln – zu beobachten. Dixie ist verheiratet und in einer Folge sogar (schein-)schwanger, um jünger zu wirken.
Dexter St. Croix (Orlando Jones), auch bekannt als „Caribbean Queen“, ist Dixies Ein-Mann-Band. Er hat eine sehr hohe Stimme, trägt ein geknotetes Hawaii-Shirt und freut sich immer sehr über Dixies unanständige Äußerungen. Ein Highlight der Show ist sein Lied über Joe Rogans Hintern, das er wiederum mit einer sehr männlichen Stimme singt.
Pool Boy (Bryan Callen): Ist der unterbelichtete blonde Assistent von Dixie. Seine einzige Aufgabe in der Show ist es, Dixie mit seinem Anblick zu erfreuen, indem er tanzt oder sich in seiner knappen Badehose bückt. Nachdem Dixie ihn losgeschickt hatte, um etwas zu besorgen, wurde er nie wieder gesehen. Daraufhin veranstaltete sie ein Casting in „Cabana Chat“, um ihn zu ersetzen.
Roland Backison (Ron Pederson): Ist der australische Erfinder und Sprecher für sein Produkt, Verb-Alert. Verb-Alert ist eine diebstahlsichere Vorrichtung, die magnetische Bindungen benutzt, welche eine Warnung auslösen, wenn die magnetische Bindung unterbrochen wird. Die Warnungen sind von Roland selbst aufgenommen und erfüllen mit dem Geschrei eher das Gegenteil des eigentlichen Zwecks. Nach dem Verb-Alert-Sketch folgte der Vehicular-Verb-Alert-Sketch.
Abercrombie and Fitch Guys (Ron Pederson, Ike Barinholtz, Josh Meyers, später Michael McDonald): Carpenter (Ron), Dutch (Ike), Storm (Josh) sind drei faule, unhöfliche Abercrombie-and-Fitch-Verkäufer.
Doctor Kylie Johnson (Stephnie Weir): Die fröhliche, junge Ärztin treibt ihre Patienten mit ihrem eigenen frischen Humor in den Wahnsinn.

## Auszeichnungen
- Art Directors Guild
  - 2006: Excellence in Production Design Award für Episode 1221
  - 2007: Excellence in Production Design Award für Episode 1207
  - 2008: Excellence in Production Design Award für Episode 1106

- Emmy
  - 2001: Outstanding Hairstyling for a Series für die Premiere der 6. Staffel
  - 2005: Outstanding Costumes for a Variety or Music Program für Episode 1017
  - 2006: Outstanding Costumes for a Variety or Music Program für Episode 1109
  - 2006: Outstanding Original Music and Lyrics für Episode 1111